# 希賓 (明尼蘇達州)
希賓（英語：Hibbing）是一個位於美國明尼蘇達州聖路易斯縣的城市。

## 人口
根據2020年美國人口普查的數據，希賓的面積為482.93平方千米，當中陸地面積為471.45平方千米，而水域面積為11.48平方千米。當地共有人口16214人，而人口密度為每平方千米34人。